# آدولف شیرمر
آدولف شیرمر (نروژی: Adolf Schirmer؛ ۱ اکتبر ۱۸۵۰ – ۱۱ اوت ۱۹۳۰) یک معمار اهل نروژ بود.